# Horton (Somerset)
Horton is een civil parish in het bestuurlijke gebied South Somerset, in het Engelse graafschap Somerset met 812 inwoners.